# Unione Italiana Lavoratori Metalmeccanici
L'Unione Italiana Lavoratori Metalmeccanici  (UILM) è la categoria sindacale dei metalmeccanici della UIL (Unione Italiana del Lavoro). Aderiscono anche i lavoratori dei settori affini quali orafo, argentiero e odontotecnico. Sottoscrive sette contratti nazionali, di cui il più noto ed importante è il Contratto collettivo nazionale dell'industria metalmeccanica e dell'installazione degli impianti, firmato per parte datoriale da Federmeccanica ed Assistal. La Uilm nel 2011 rappresentava 90.416 lavoratori. l'organizzazione aderisce alla federazione internazionale dei sindacati dell'industria IndustriALL
elenco cronologico dei CCNL sottoscritti per la categoria 
| data di firma    | | organizzazione sindale firmataria |                                                     |
| ---------------- | --- | --------------------------------- | --------------------------------------------------- |
| 25 giugno 1948   | CCNL per le industrie metallurgiche                                                                                                 | FIOM - CGIL UNITARIA              |                                                     |
| 21 giugno 1956   | CCNL per i lavoratori addetti all’industria metalmeccanica privata e installazione impianti                                         | UILM e FIM FIOM                   |                                                     |
| 23 ottobre 1959  | CCNL per i lavoratori addetti all’industria metalmeccanica privata e installazione impianti                                         | UILM e FIM FIOM                   |                                                     |
| 17 febbraio 1963 | CCNL per i lavoratori addetti all’industria metalmeccanica privata e installazione impianti                                         | UILM e FIM FIOM                   |                                                     |
| 23 febbraio 1966 | CCNL dei lavoratori metallurgici (piccola e media industria)                                                                        | UILM e FIM FIOM                   |                                                     |
| 15 dicembre 1966 | CCNL per i lavoratori addetti all’industria metalmeccanica privata e installazione impianti                                         | UILM e FIM FIOM                   |                                                     |
| 26 luglio 1968   | CCNL per dipendenti da imprese ARTIGIANE metalmeccaniche e installazione impianti                                                   | UILM e FIM FIOM                   |                                                     |
| 8 gennaio 1970   | CCNL per i lavoratori addetti all’industria metalmeccanica privata e installazione impianti                                         | UILM e FIM FIOM                   |                                                     |
| 19 aprile 1973   | CCNL per i lavoratori addetti all’industria metalmeccanica privata e installazione impianti                                         | FLM                               |                                                     |
| 1 maggio 1976    | CCNL per i lavoratori addetti all’industria metalmeccanica privata e installazione impianti                                         | FLM                               |                                                     |
| 15 luglio 1979   | CCNL addetti all'industria Metalmeccanica Privata                                                                                   | FLM                               |                                                     |
| 23 dicembre 1986 | CCNL addetti all'industria metalmeccanica minore                                                                                    | UILM e FIM FIOM                   | Unionmeccanica assistita da CONFAPI                 |
| 14 dicembre 1990 | CCNL addetti all'industria Metalmeccanica Privata                                                                                   | UILM e FIM FIOM                   | Federmeccanica- Assistal assistiti da Confindustria |
| 5 luglio 1994    | CCNL per i lavoratori addetti all’industria metalmeccanica privata e installazione impianti                                         | UILM e FIM FIOM                   | Federmeccanica- Assistal assistiti da Confindustria |
| 9 luglio 1994    | CCNL per i lavoratori addetti all’industria metalmeccanica aderenti all'intersid                                                    | UILM e FIM FIOM                   | Itersid assistita da Confindustria                  |
| 27novembre1997   | CCNL per dipendenti da imprese ARTIGIANE metalmeccaniche e installazione impianti                                                   | FIM FIOM UILM                     | Confartigianato - CNA - Casa                        |
| 7 maggio 2003    | CCNL per i lavoratori addetti all’industria metalmeccanica privata e installazione impianti                                         | UILM e FIM                        | Federmeccanica- Assistal assistiti da Confindustria |
| 29 maggio 2003   | CCNL per i lavoratori addetti alla piccola e media industria metalmeccanica ed alla installazione di impianti                       | UILM e FIM                        | Unionmeccanica assistita da CONFAPI                 |
| 20 gennaio 2008  | CCNL per i lavoratori addetti all’industria metalmeccanica privata e installazione impianti                                         | FIM FIOM UILM                     | Federmeccanica- Assistal assistiti da Confindustria |
| 25 gennaio 2008  | CCNL per i lavoratori addetti alla piccola e media industria metalmeccanica ed alla installazione di impianti                       | UILM e FIM FIOM                   | Unionmeccanica assistita da CONFAPI                 |
| 03 giugno 2010   | CCNL per i lavoratori addetti alla piccola e media industria metalmeccanica ed alla installazione di impianti                       | UILM e FIM FIOM                   | Unionmeccanica assistita da CONFAPI                 |
| 05 dicembre 2012 | CCNL per i lavoratori addetti all’industria metalmeccanica privata e installazione impianti                                         | UILM e FIM                        | Federmeccanica- Assistal assistiti da Confindustria |
| 29 luglio 2013   | CCNL per i lavoratori addetti alla piccola e media industria metalmeccanica, orafa ed alla installazione di impianti                | non firmato                       | Unionmeccanica assistita da CONFAPI                 |
| 26 novembre 2016 | CCNL per i lavoratori addetti all’industria metalmeccanica privata e installazione impianti                                         | UILM e FIM FIOM                   | Federmeccanica- Assistal assistiti da Confindustria |
| 03 luglio 2017   | CCNL Per lavoratrici ed i lavoratori addetti alla piccola e media industria metalmeccanica, orafa ed alla installazione di impianti | FIM FIOM UILM                     | Unionmeccanica assistita da CONFAPI                 |
| 5 febbraio 2021  | CCNL per i lavoratori addetti all’industria metalmeccanica privata e installazione impianti                                         | UILM e FIM FIOM                   | Federmeccanica- Assistal assistiti da Confindustria |
| 26 maggio 2021   | CCNL Per lavoratrici ed i lavoratori addetti alla piccola e media industria metalmeccanica, orafa ed alla installazione di impianti |                                   | Unionmeccanica assistita da CONFAPI                 |
| 07 giugno 2021   | CCNL Piccola media industria manifatturiera metalmeccanica e della installazione di impianti                                        | UILM FIM                          | CONFIMI impresa Meccanica                           |

## Storia

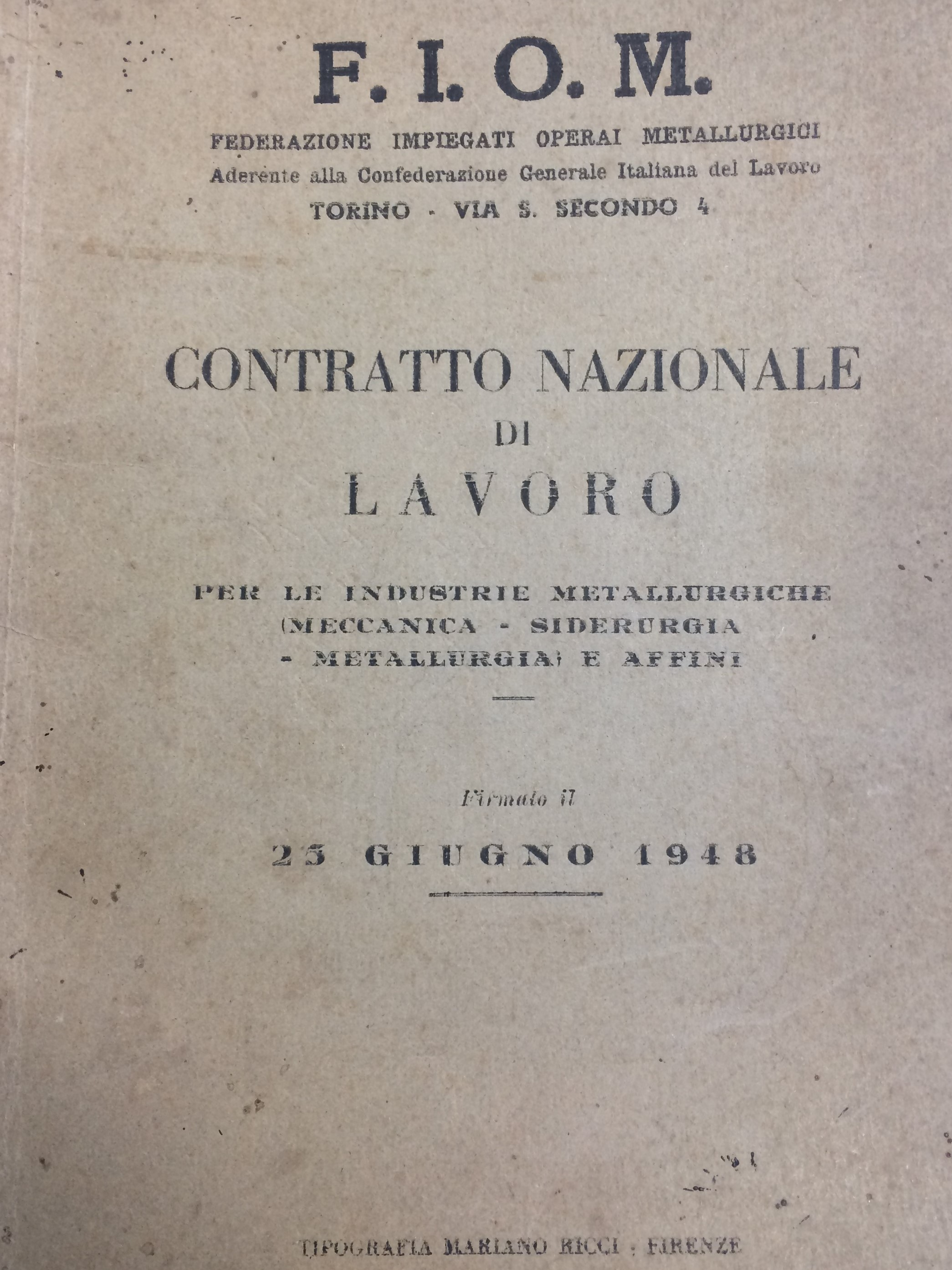
CCNL industria metalmeccanica 1948

Alla nascita della UILM ha dato un contributo importante Arturo Chiari, componente della segreteria nazionale della FIOM unitaria (vale a dire della Fiom pre-scissione), che firmò il CCNL di categoria del 25 giugno 1948.
Fra i segretari generali che negli anni hanno guidato l'organizzazione, si ricordano oltre ad Arturo Chiari, pure Giorgio Benvenuto, Silvano Veronesi, Enzo Mattina, Franco Lotito, Luigi Angeletti, Antonino Regazzi e, attualmente, il segretario generale è Rocco Palombella.
L'attuale Segreteria, oltre che da Rocco Palombella, è composta da Roberto Toigo, Eros Panicali, Luca Colonna e Gianluca Ficco.
Negli anni 70/80, per circa un decennio, la UILM unitamente alla FIOM e alla FIM diedero vita alla Federazione Lavoratori Metalmeccanici. con sigla FLM 
I primi anni del 2000 sono stati segnati da profondi conflitti tra le confederazioni, che acquistano particolare asprezza tra i sindacati metalmeccanici: nel 2001 e 2003 solo Uilm e Fim firmano il rinnovo del contratto nazionale, con la Fiom attestata su una dura opposizione.
Nel 2006 ricomposta l'unità di azione, FIM, FIOM e UILM approvano insieme l'intesa per il rinnovo del contratto. Nel luglio 2007 FIM, FIOM, e UILM presentano unitariamente la piattaforma per il rinnovo del contratto di categoria scaduto il 30 giugno 2007 e il 20 gennaio 2008, con la mediazione del ministro Del Lavoro, si raggiunge l'accordo. Il CCNL del 2008 prevede la storica unificazione delle normative contrattuali degli impiegati e operai e un aumento economico di 109,54 Euro al 3º livello in 30 mesi.
Nel 2009, in seguito agli accordi confederali sulla riforma del modello contrattuale del 22 gennaio e del 15 aprile sottoscritti solo da Uil e Cisl (con la vistosa assenza della Cgil), la Uilm e la Fim hanno presentato la piattaforma di rinnovo del Ccnl in modo conforme alle nuove regole, mentre la Fiom ha presentato una propria piattaforma in cui le rivendicazioni prescindono del tutto dalle regole confederali, del resto non sottoscritte dalla Cgil. Il 15 ottobre 2009 UILM e FIM firmano l'accordo per il rinnovo del contratto nazionale di lavoro dell'industria metalmeccanica, con un aumento di 113 € mensili in 36 mesi.
L'ultimo accordo  di rinnovo del CCNL industria metalmeccanica è stato firmato il  5 febbraio 2021 tra Federmeccanica e FIM FIOM UILM  prevede un aumento a regime del 6,15% delle retribuzioni, in tabella i prossimi aumenti, il contratto prevede l'applicazione di una clausola di salvaguardia in caso di inflazione, collegando gli aumenti  contrattuali all'indicatore IPCA La tabella espone il risultato della clausola di salvaguardia.. 
| CCNL 5 febbraio 2021 Federmeccanica - FIM FIOM UILM | CCNL 5 febbraio 2021 Federmeccanica - FIM FIOM UILM | CCNL 5 febbraio 2021 Federmeccanica - FIM FIOM UILM | CCNL 5 febbraio 2021 Federmeccanica - FIM FIOM UILM | CCNL 5 febbraio 2021 Federmeccanica - FIM FIOM UILM | CCNL 5 febbraio 2021 Federmeccanica - FIM FIOM UILM | CCNL 5 febbraio 2021 Federmeccanica - FIM FIOM UILM | CCNL 5 febbraio 2021 Federmeccanica - FIM FIOM UILM |
| vecchio inquadramento                               | Nuovi livelli                                       | paga base 1/06/2021                                 | paga base 1/06/2022                                 | paga base prevista 1/06/2023                        | paga base con ipca 1/06/2023                        | paga base prevista 1/06/2024                        | paga base con ipca 6,9% 1/06/2024                   |
| --------------------------------------------------- | --------------------------------------------------- | --------------------------------------------------- | --------------------------------------------------- | --------------------------------------------------- | --------------------------------------------------- | --------------------------------------------------- | --------------------------------------------------- |
| prima                                               | Elliminato                                          |                                                     |                                                     |                                                     |                                                     |                                                     |                                                     |
| seconda                                             | D1                                                  | 1488,89                                             | 1509,07                                             | 1530,86                                             | 1608,67                                             | 1559,11                                             | 1719,67                                             |
| terza                                               | D2                                                  | 1651,07                                             | 1673,45                                             | 1697,62                                             | 1783,90                                             | 1728,95                                             | 1906,99                                             |
| Terza s                                             | C1                                                  | 1686,74                                             | 1709,60                                             | 1734.29                                             | 1822,43                                             | 1766,3                                              | 1948,18                                             |
| quarta                                              | C2                                                  | 1722,41                                             | 1745,45                                             | 1770.96                                             | 1860,97                                             | 1803,64                                             | 1989,38                                             |
| quinta                                              | C3                                                  | 1844,64                                             | 1869,64                                             | 1896.64                                             | 1993,04                                             | 1931,64                                             | 2130,56                                             |
| quinta s                                            | B1                                                  | 1977,19                                             | 2003,99                                             | 2032.93                                             | 2136,25                                             | 2070,45                                             | 2284,65                                             |
| sesta                                               | B2                                                  | 2121,20                                             | 2149,95                                             | 2181.00                                             | 2291,85                                             | 2221,25                                             | 2449,99                                             |
| settima                                             | B3                                                  | 2368,12                                             | 2400,22                                             | 2434.88                                             | 2558,63                                             | 2479,81                                             | 2735,18                                             |
| ottava Q                                            | A1                                                  | 2424,86                                             | 2457,72                                             | 2493.21                                             | 2619,93                                             | 2539,22                                             | 2800,71                                             |